# Rhododendron 'Sappho'
Sorten 'Sappho'  er en middelhøj  busk med en løs og kugleformet vækst. Det er en hybrid fremdrevet af Anthony Waterer for Knap Hill Nursery i 1870. 

## Beskrivelse
Bladene er stedsegrønne, bredt ovale og meget store. Oversiden er friskgrøn, mens undersiden er mat lysegrøn. Blomstringen sker fra slutningen af maj til lidt ind i juni, hvor busken bærer stande med 8-12 store, hvide blomster, der hver har en mørkerød/lilla svælgtegning. Frugterne er tørre, opsprækkende kapsler.
Rodnettet er meget tæt forgrenet med filtede finrødder. Planten er afhængig af at få etableret en symbiose med mykorrhiza-svampe.
Højde x bredde og årlig tilvækst: 3 x 4m (15 x 15 cm/år).

## Anvendelse
Sorten er til dels hårdfør i Danmark men bør som alle Rhododendron beskyttes mod for kraftig soleksponering især i det tidlige forår. 
I haven er den tilbøjelig til at blive løs og noget ranglet, med en del døde grene, hvorfor en forholdsvis kraftig beskæring er nødvendig, hvis man vil have en tæt og harmonisk busk. På trods af dette ses den stadigt ofte i haverne, mest pga. den pragtfulde blomst

## Link
- http://www.rhodyman.net/rhodyhis2.html
- http://www.learn2grow.com/plants/rhododendron-sappho-catawbiense-group/  (Webside ikke længere tilgængelig)